# کولی (فیلم ۱۹۷۵)
کولی (فرانسوی: Le Gitan‎) یک فیلم به کارگردانی ژوزه جووانی است که در سال ۱۹۷۵ منتشر شد. از بازیگران آن می‌توان به آلن دلون، آنی ژیراردو، و رناتو سالواتوری اشاره کرد.